# ʿAbd al-Ḥamīd Kishk
ʿAbd al-Ḥamīd Kishk (in arabo عبد الحميد كشك‎?; Shabrākhīt, 10 marzo 1933 – Il Cairo, 6 dicembre 1996) è stato un predicatore egiziano.

## Biografia

### Gli studi
ʿAbd al-Ḥamīd Kishk nacque in una famiglia di condizioni sociali ed economiche assai modeste. Suo padre era un piccolo commerciante di Shabrākhīt, una città di circa 250.000 abitanti, del Governatorato di Buhayra. Alla fine delle scuole elementari, ʿAbd al-Ḥamīd perse completamente la vista.
Il giovane Kishk cominciò a studiare il Corano, imparandolo a memoria già all'età di dodici anni, secondo un'antica e consolidata tradizione delle scuole coraniche (kuttāb) presenti nei piccoli centri dell'Egitto. 

Si recò allora ad Alessandria per iniziarvi i corsi di studio primari che in quella città sono organizzati dall'Università di al-Azhar.
Nel 1952, il padre di ʿAbd al-Ḥamīd muore. A quell'epoca il ragazzo era diventato predicatore, avendo terminato il ciclo primario e tentò inutilmente per due anni di curare i suoi occhi e recuperare, almeno parzialmente, la vista. Suo fratello maggiore, che nutriva forti ambizioni per lui, lo incoraggiò a partire per Il Cairo al fine di perfezionare nella sede vera e propria di al-Azhar i suoi studi religiosi seguendo i corsi secondari, che gli avrebbero aperto la strada verso l'insegnamento superiore nel medesimo centro.
Al Cairo, la vita di ʿAbd al-Ḥamīd Kishk non fu facile. Aveva sempre necessità di una persona che l'accompagnasse fino alla sede di al-Azhar e anche lo studio non era senza difficoltà. Talvolta trovava un amico che l'aiutava a leggergli qualche pagina dei testi, altre volte invece levava le mani al cielo pregando Allah che gli inviasse qualcuno che si potesse mettere a sua disposizione. In un certo periodo fu un umile venditore di legumi a soccorrerlo, prestandosi a leggergli quotidianamente quanto gli serviva per lo studio.
Conseguì il suo diploma del ciclo secondario di al-Azhar alla fine degli anni cinquanta e in tutto quel periodo fu sempre il primo dei diversi corsi seguiti. Al suo esame di passaggio dal terzo al quarto anno del ciclo ottenne il 100% delle votazioni. L'anno del diploma fu il primo fra tutti gli studenti di al-Azhar, con una valutazione pari al 98,5%. S'iscrisse quindi alla Facoltà di Uṣūl al-dīn (Fondamenti della religione) e nella sua autobiografia ricorda ʿAbd al-Ḥalīm Maḥmūd come un eccellente modello di docente, umile ma dal sapere completo.
Nel 1962, una volta di più, e malgrado la difficoltà latente di trovare chi gli leggesse per aiutarlo a studiare, ʿAbd al-Ḥamīd fu il primo della classe per il diploma finale degli studi ad al-Azhar. Ogni anno i meglio classificati all'esame finale venivano invitati a rimanere per insegnare in al-Azhar. Ma quell'anno fu fatta un'eccezione: nessuno fu invitato a restare e a lui fu assegnata la missione di predicatore in una moschea del Cairo.

### L'inizio della predicazione
La prima esperienza di Kishk col minbar - il pulpito della moschea da cui si pronuncia la khuṭba - fu nella natìa Shabrākhīt, quando suo zio lo pregò di predicare in una delle moschee della città. Quando s'era iscritto al ciclo secondario ad al-Azhar, Kishk aveva conosciuto Ahmad ʿÎsâ ʿĀshūr, il presidente di un'associazione religiosa (al-Jamʿiyya al-Sharʿiyya). Tale associazione aveva costruito numerose moschee in Egitto e reclutava predicatori in possesso dei diversi livelli certificati da al-Azhar. Ahmad ʿĀshūr incoraggiò vivamente ʿAbd al-Ḥamīd perché abbracciasse la carriera di predicatore.
Kishk era un predicatore assai attivo. Fece della moschea un autentico centro di educazione pubblica, secondo l'antico schema della madrasa. tenne, praticamente ogni giorno, corsi d'insegnamento di Tafsir (esegesi coranica) e insegnò la Sira (Vita) del Profeta, la shari'a e la teologia islamica. La sua notorietà era costantemente in crescita. Egli stesso raccontò che la prima volta in cui pronunciò il sermone del venerdì nella sua moschea, l'uditorio era disposto su due ranghi soltanto. Molto presto, i caffè, le vie e i commerci tenuti per strada e nelle botteghe e nei negozi divennero deserti, quando Kishk teneva una lezione nella moschea, davanti a un uditorio costantemente in crescita. Fu allora trasferito in una grande moschea del Cairo: la Moschea di ʿAyn al-Ḥayāt (Fonte della vita), in cui la sua fama raggiunse il culmine.

## La prigione
Nel 1965, un messaggero del governo gli chiese di dichiarare pubblicamente che Sayyid Qutb era un apostata (murtadd). Kishk, che nutriva profondo rispetto per il pensiero di Qutb, fu messo in prigione dal regime nasseriano per essersi rifiutato di accondiscendere a quella richiesta. Denunciò in modo aperto e senza timori gli abusi del governo, malgrado le torture cui si dice fosse stato sottoposto durante i tre anni che trascorse in carcere. Seppe dalla sua cellula anch'essa incarcerata, che Sayyid Qutb era stato giustiziato nel 1966.

## La prosecuzione della predicazione
All'inizio degli anni settanta, i numerosi discepoli di Kishk avviarono una tradizione che consegnò alla reputazione di Kishk una dimensione nazionale. Tutte le sue lezioni e tutti i suoi sermoni del venerdì furono registrati su cassette audio e distribuite in vendita, seppure in maniera irregolare. Alla fine di quel decennio, però, le cassette erano diffusamente apprezzate in tutto il mondo arabofono, dal Marocco fino ai paesi del Golfo. Una gran parte della comunità musulmana arabofona provvedeva a procurarsi le registrazioni delle sue lezioni, intitolate poi Madrasat Muhammad (La scuola di Muhammad).
Kishk aveva l'abitudine di trattare, nei suoi sermoni e nelle sue lezioni, tutti i problemi che riguardavano la società vivente. Lottò contro ogni forma di deviazione dottrinaria, di cattiva condotta o di abuso. Diceva: «La cosa che odio di più al mondo è l'ingiustizia». Combatteva infatti quelle che a lui sembravano evidenti ingiustizie, creandosi parecchi nemici nell'apparato di governo.

## Scritti
Sotto la presidenza di Anwar al-Sadat, Kishk fu incarcerato una seconda volta. In tale occasione il suo soggiorno in galera fu però breve e tornò in libertà dopo l'assassinio del Presidente, contro il cui operato aveva pronunciato spesso prediche accesissime, ascoltate da un pubblico che debordava anche al di là dello spazio esterno delle moschee, tanto da costringerlo perfino a sedersi sui marciapiedi delle grandi strade di comunicazione della capitale egiziana. 

Gli fu però vietato di pronunciare altre prediche ed egli tornò allora alla redazione di opere d'interesse islamico. Tra esse si possono ricordare:
- Le vie della Salvezza;
- I giardini del Paradiso;
- L'educazione delle anime;
- Coloro che hanno un'anima spenta;
- La vita dell'essere umano;
- Immagini della grandezza dell'Islam;
- Una guida per il servitore;
- La guarigione dei cuori;
- Verità che riguardano l'anima;
- Un discorso del cuore;
- La preghiera, la corona dei culti;
- L'Islam e i principi dell'educazione;
- La guida e la luce.

Scrisse ancora altre opere, rimaste incompiute al momento della morte nel 1996, avvenuta mentre era prosternato in una delle sujūd della ṣalāt.